# أرنالدو أوتشوا
أرنالدو أوتشوا (بالإسبانية: Arnaldo T. Ochoa Sánchez )‏ (و. 1930 – 1989 م) هو سياسي، وعسكري من كوبا، كان عضوًا في الحزب الشيوعي الكوبي، توفي في هافانا، عن عمر يناهز 59 عاماً، بسبب إعدام رميا بالرصاص.

## التعليم
تعلم في أكاديمية فرونزي العسكرية.

## جوائز
حصل على جوائز منها:
- بطل جمهورية كوبا [الإنجليزية]‏
- وسام بلايا خيرون الوطني.